# Boltenia polyplacoderma
Boltenia polyplacoderma is een zakpijpensoort uit de familie van de Pyuridae. De wetenschappelijke naam van de soort is voor het eerst geldig gepubliceerd in 1993 door Lambert.